# روث (کشتی پدالی ۱۸۹۵)
روث (کشتی پدالی ۱۸۹۵) (به انگلیسی: Ruth (sternwheeler 1895)) یک کشتی است که طول آن ۱۵۶٫۴ فوت (۴۷٫۶۷ متر) می‌باشد. این کشتی  در سال ۱۸۹۵ ساخته شد.